# Corregimientos in Kolumbien
Der Begriff Corregimiento steht in Kolumbien für eine Verwaltungseinheit, die in ländlichen Gebieten für Teile von Gemeinden verwendet wird, die ihrerseits einen Bevölkerungskern aufweisen.
In Übereinstimmung mit der kolumbianischen Verfassung von 1991 und Artikel 117 des Gesetzes 136 von 1994, ist ein corregimiento ein interner Teil einer Gemeinde, der vom Gemeinderat der Gesamtgemeinde festgelegt werden kann, um die Erbringung von Dienstleistungen zu verbessern und die Beteiligung der Bevölkerung bei öffentlichen Belangen zu gewährleisten. Ein corregimiento kann wiederum in veredas unterteilt werden und kann Polizeisektoren (Inspecciones de Policía), Weiler (caseríos) und Gehöfte (sitios) enthalten. 
Historisch war in den spanischen Kolonien ein corregimiento der Zuständigkeitsbereich eines corregidor.

## Nachweise
1. ↑  Der Begriff ist im Wesentlichen identisch mit der Bedeutung, die er in Spanien hat